# Trang Quốc Thái
Trang Quốc Thái (tiếng Trung: 庄国泰; bính âm: Zhuāng Guótài; sinh ngày 25 tháng 4 năm 1962) là một chính trị gia Cộng hòa Nhân Dân Trung Hoa sinh ra tại Tuyền Châu, Phúc Kiến. Ông từng là Thứ trưởng Bộ Bảo vệ Môi trường Trung Quốc và Giám đốc Cục khí tượng Trung Quốc. Ông hiện là Bí thư kiêm Chủ tịch Ủy ban Hội nghị Hiệp thương Chính trị Nhân dân Trung Quốc tỉnh Cam Túc.
Theo Tân Hoa Xã, ông đã bị cách chức Giám đốc Cục Khí tượng Trung Quốc sau sự cố khinh khí cầu của nước này xâm phạm vào lãnh thổ của quốc gia khác.